# تپه مرزبان
تپه مرزبان در شهرستان ازنا، بخش مرکزی، دهستان پاچه لک غربی، ۵۰۰ متری شمال روستای برجله واقع شده و این اثر در تاریخ ۲۳ بهمن ۱۳۸۵ با شمارهٔ ثبت ۱۷۱۶۹ به‌عنوان یکی از آثار ملی ایران به ثبت رسیده است.